# Seasons (玉木宏の曲)
Seasons（シーズンズ）は、2004年6月2日に発売された玉木宏の1枚目のシングル。

## 解説
- 俳優：玉木宏が、映画『ROCKERS』でギターをマスターした事をきっかけに、歌手としてこの曲から活動し始めている。

### CDタイプ
- 限定盤（DVD付）：YRCN-10048
- 通常盤：YRCN-10049

## 収録曲

### CD
1. Seasons [4:59] 
  - 作詞：市川喜康、作曲：野中則夫
2. Good day [3:48] 
  - 作詞・作曲：真崎修
3. Seasons (Instrumental)

### DVD
1. Seasons Music Clip Making